# Pteronotus mesoamericanus
Pteronotus mesoamericanus és una espècie de ratpenat de la família dels mormoòpids. Viu a altituds d'entre 0 i 2.200 msnm a Belize, Costa Rica, El Salvador, Guatemala, Hondures, Mèxic, Nicaragua i Panamà. Té una gran diversitat d'hàbitats naturals, tant humids com àrids, que van des de les planes costaneres fins als boscos montans. Es desconeix si hi ha cap amenaça significativa per a la supervivència d'aquesta espècie. El seu nom específic, mesoamericanus, significa 'mesoamèrica' en llatí.